# Dimitar Dimitrow (Eishockeyspieler)
Dimitar Dimitrow (bulgarisch Димитър Димитров; * 12. Oktober 1997 in Sofia) ist ein bulgarischer Eishockeytorwart, der seit 2020 erneut beim HK ZSKA Sofia in der bulgarischen Eishockeyliga spielt.

## Karriere
Dimitar Dimitrow begann seine Karriere als Eishockeyspieler in der Nachwuchsabteilung des HK Slawia Sofia. Bereits als 13-Jähriger wechselte er nach Tschechien, wo er zwei Jahre in der U16-Mannschaft des BK Mladá Boleslav spielte. Im Sommer 2013 kehrte er in seine Geburtsstadt zurück und steht nunmehr beim HK ZSKA Sofia unter Vertrag, der ihn zunächst in der U18-Mannschaft einsetzte. 2015/16 spielte er in der Herren-Mannschaft von ZSKA in der bulgarischen Eishockeyliga. Seit 2016 spielt er mit einem Jahr Unterbrechung, das er bei NSA Sofia verbracht, beim SK Irbis-Skate, mit dem er 2017 und 2019 bulgarischer Meister wurde.

### International
Im Juniorenbereich nahm Dimitrow mit Bulgarien an den U18-Weltmeisterschaften 2014 und 2015, als er zum besten Spieler seiner Mannschaft gewählt wurde, sowie an den U20-Weltmeisterschaften 2016, als er die beste Fangquote und den geringsten Gegentorschnitt des Turniers aufwies und erneut zum besten Spieler seiner Mannschaft gewählt wurde, und 2017 jeweils in der Division III teil.
Sein Debüt in der Bulgarischen Herren-Auswahl gab der Torwart im Alter von 16 Jahren bei der Weltmeisterschaft 2014, als er im beim 6:1-Erfolg der Bulgaren in der Division III gegen Hongkong zwölf Minuten vor Schluss beim Stand von 4:1 für Routinier Konstantin Michailow eingewechselt wurde. Bei der Weltmeisterschaft 2015 war er in der Division II bereits Stammtorwart der Bulgaren und erreichte hinter dem Chinesen Liu Zhiwei und dem Neuseeländer Richard Parry die drittbeste Fangquote des Turniers. Darüber hinaus wurde er zum besten Torhüter des Turniers gewählt. Auch bei der Weltmeisterschaft 2016 spielte er in der Division II. 2017, 2018 und 2019, als er mit der besten Fangquote und dem geringsten Gegentorschnitt zum besten Torhüter des Turniers und besten Spieler seiner Mannschaft gewählt wurde, spielte er erneut in der Division III. Zudem vertrat er seine Farben bei den Olympiaqualifikationsturnieren für die Winterspiele in Pyeongchang 2018 und in Peking 2022.

## Erfolge und Auszeichnungen
- 2017 Bulgarischer Meister mit dem SK Irbis-Skate
- 2019 Bulgarischer Meister mit dem SK Irbis-Skate

### International
| - 2014 Aufstieg in die Division II, Gruppe B, bei der Weltmeisterschaft der Division III - 2015 Bester Torhüter bei der Weltmeisterschaft der Division II, Gruppe B - 2016 Beste Fangquote und geringster Gegentorschnitt bei der U20-Weltmeisterschaft der Division III | - 2019 Aufstieg in die Division II, Gruppe B bei der Weltmeisterschaft der Division III - 2019 Bester Torhüter der Weltmeisterschaft der Division III - 2019 Beste Fangquote und geringster Gegentorschnitt der Weltmeisterschaft der Division III |